# فرودگاه انبار سیرا آرمی
انبار سیرا آرمی (به انگلیسی: Sierra Army Depot) یک قرارگاه متعلق به ارتش آمریکا و تأسیسات ذخیره‌سازی تجهیزات نظامی است که در نزدیکی منطقه‌ای ثبت نشده در هرلانگ، کالیفرنیا، ایالات متحده آمریکا واقع شده است.